# Porto-Vecchio
Porto-Vecchio (italienska: Porto Vecchio, korsikanska: Portivechju) är en kommun i departementet Corse-du-Sud på ön Korsika i Frankrike. Kommunen ligger  i kantonen Porto-Vecchio som tillhör arrondissementet Sartène. År 2022 hade Porto-Vecchio 11 536 invånare.

## Befolkningsutveckling
Antalet invånare i kommunen Porto-Vecchio
Referens:INSEE

## Galleri

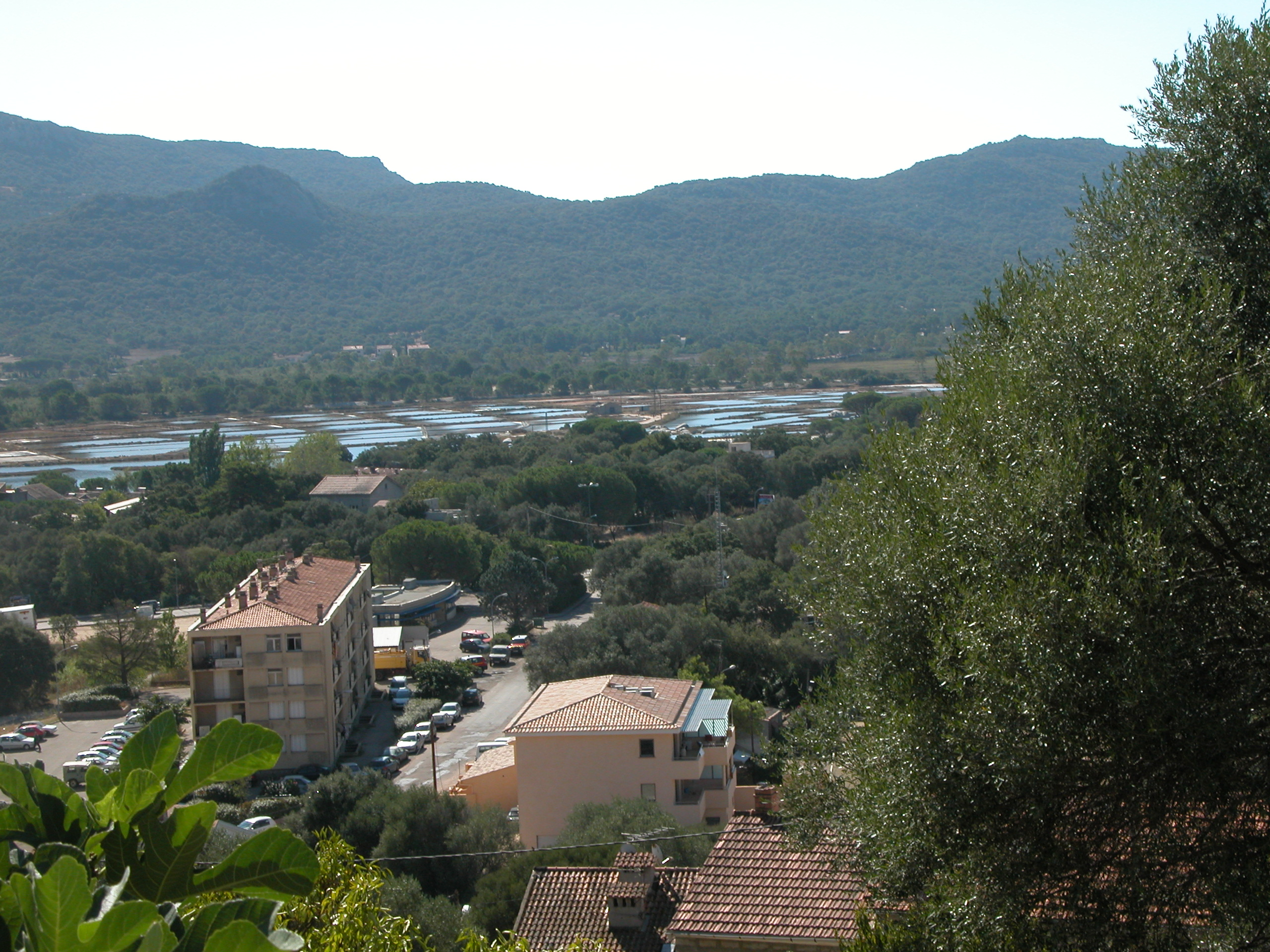
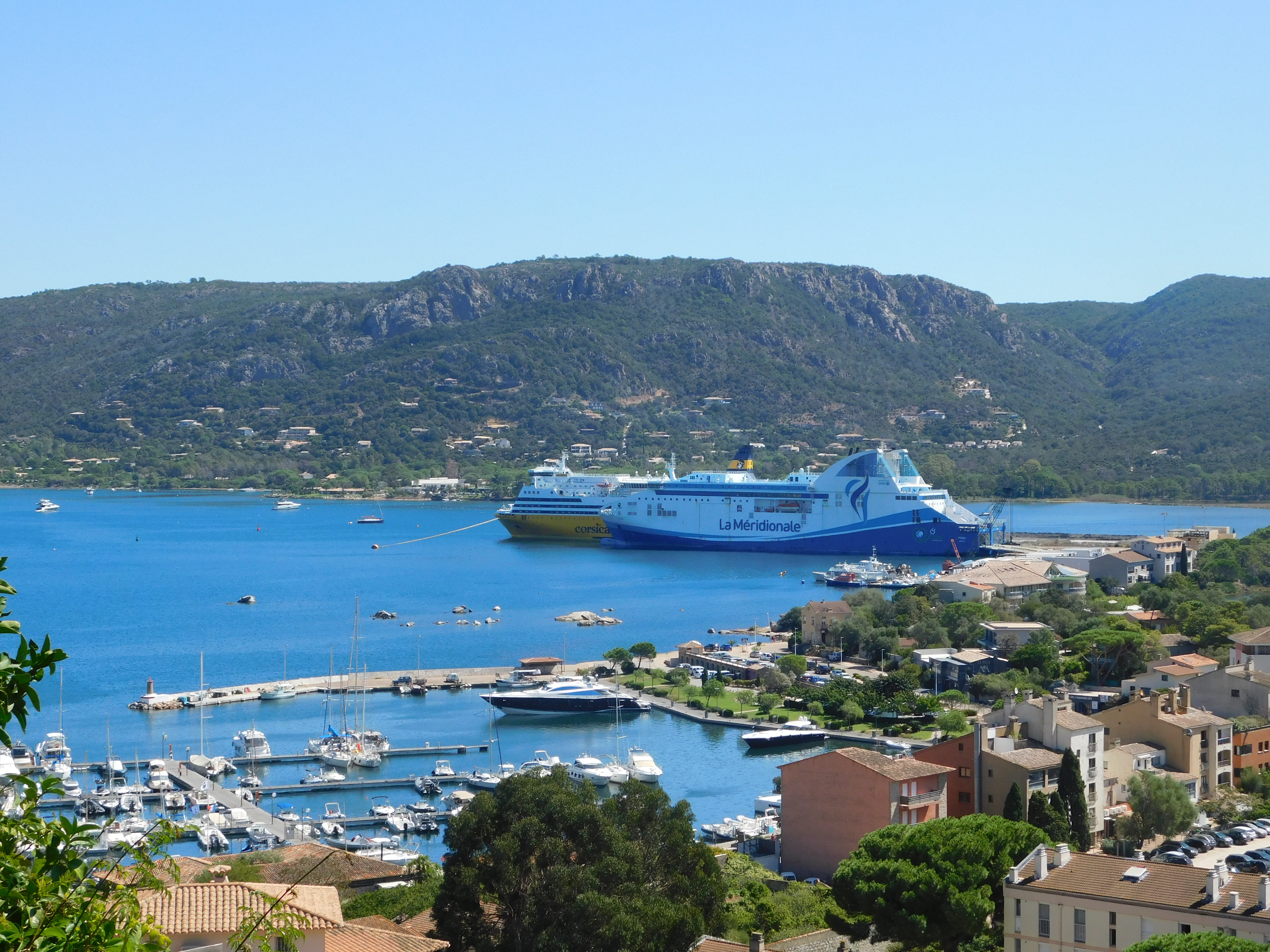
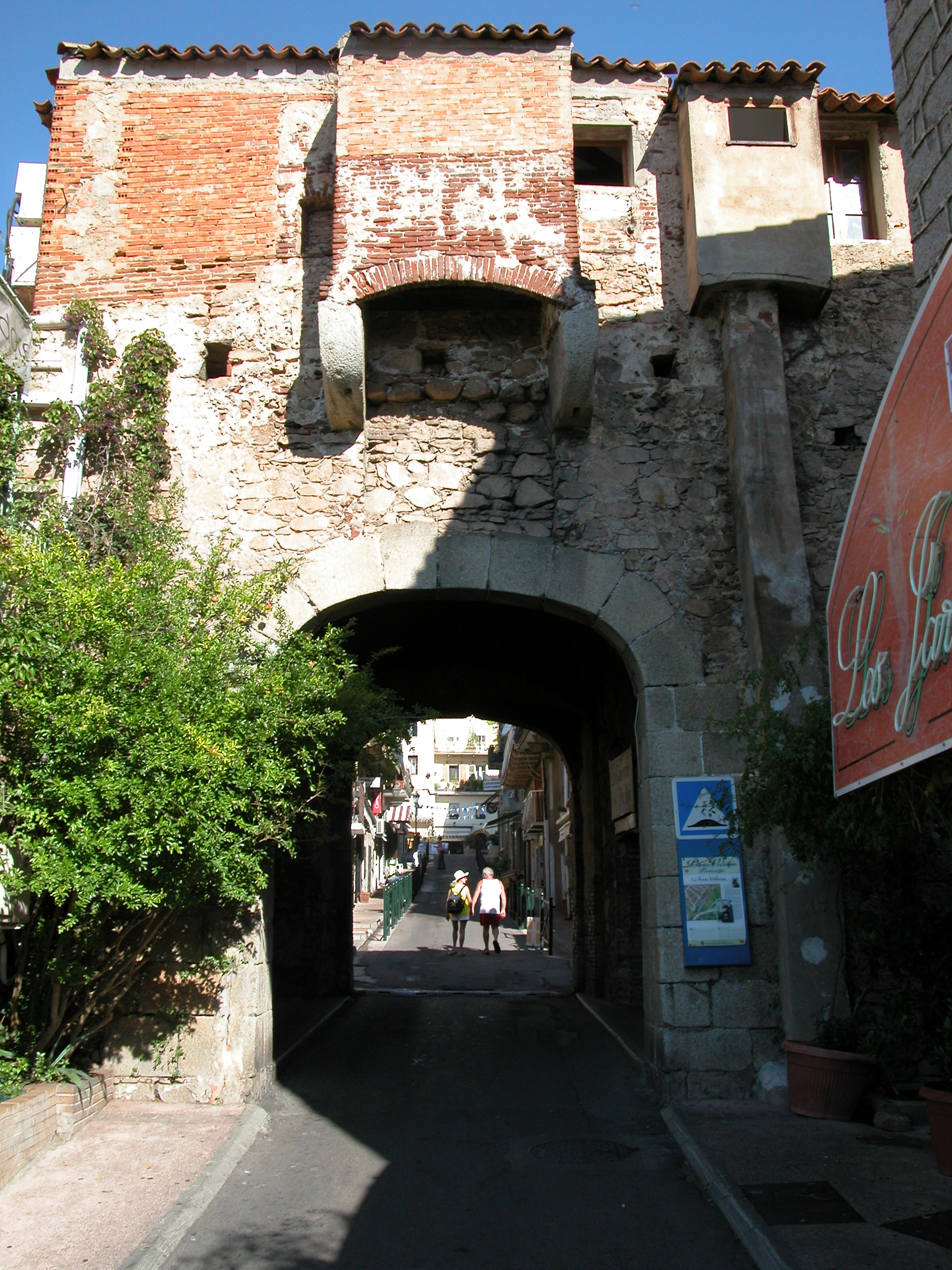
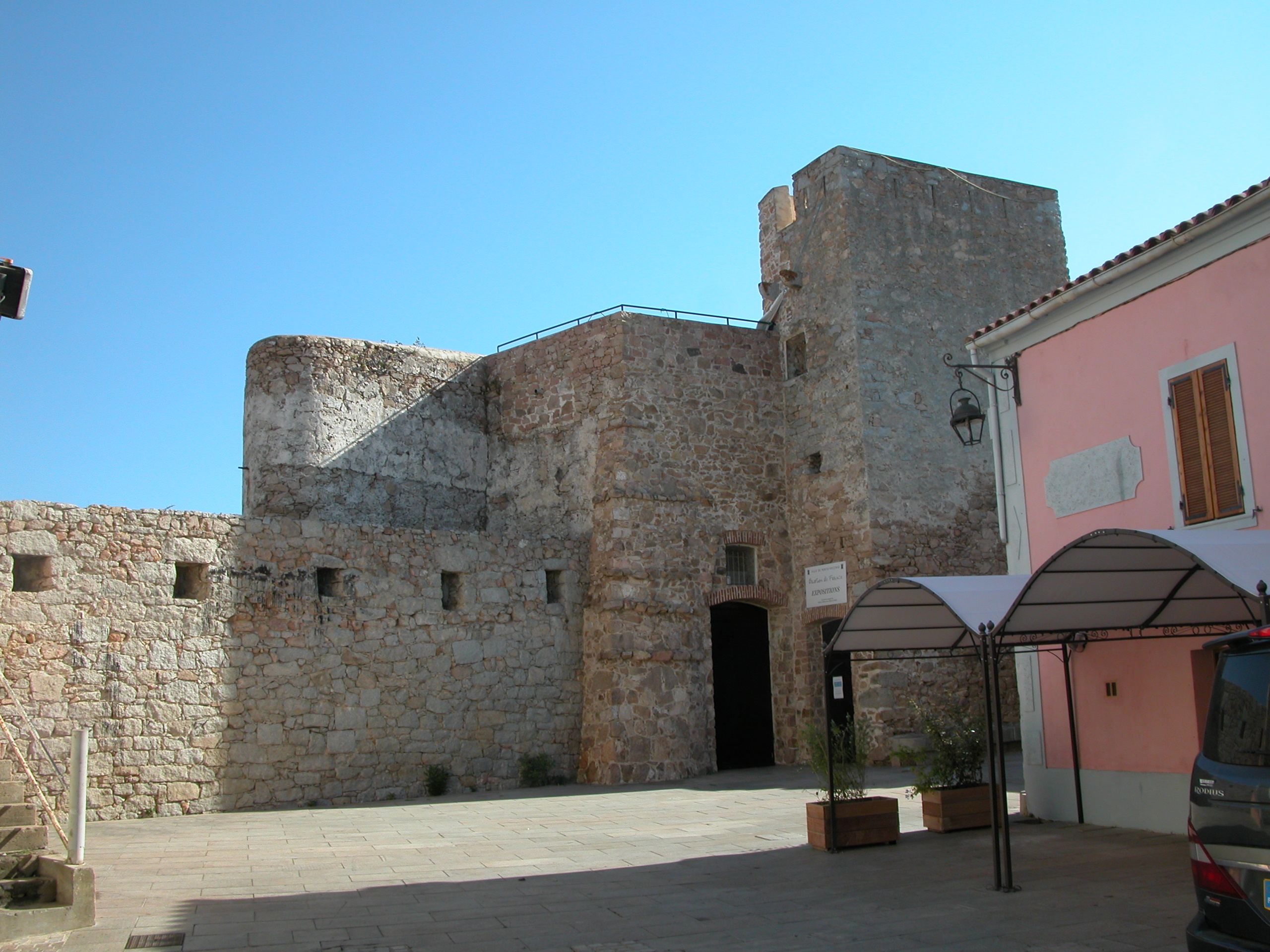